# 짖는도마뱀붙이속
짖는도마뱀붙이속(barking gecko)은 남아프리카에 자생하는 도마뱀붙이류의 일속이며 세 종만이 속해있다.

## 종과 아종

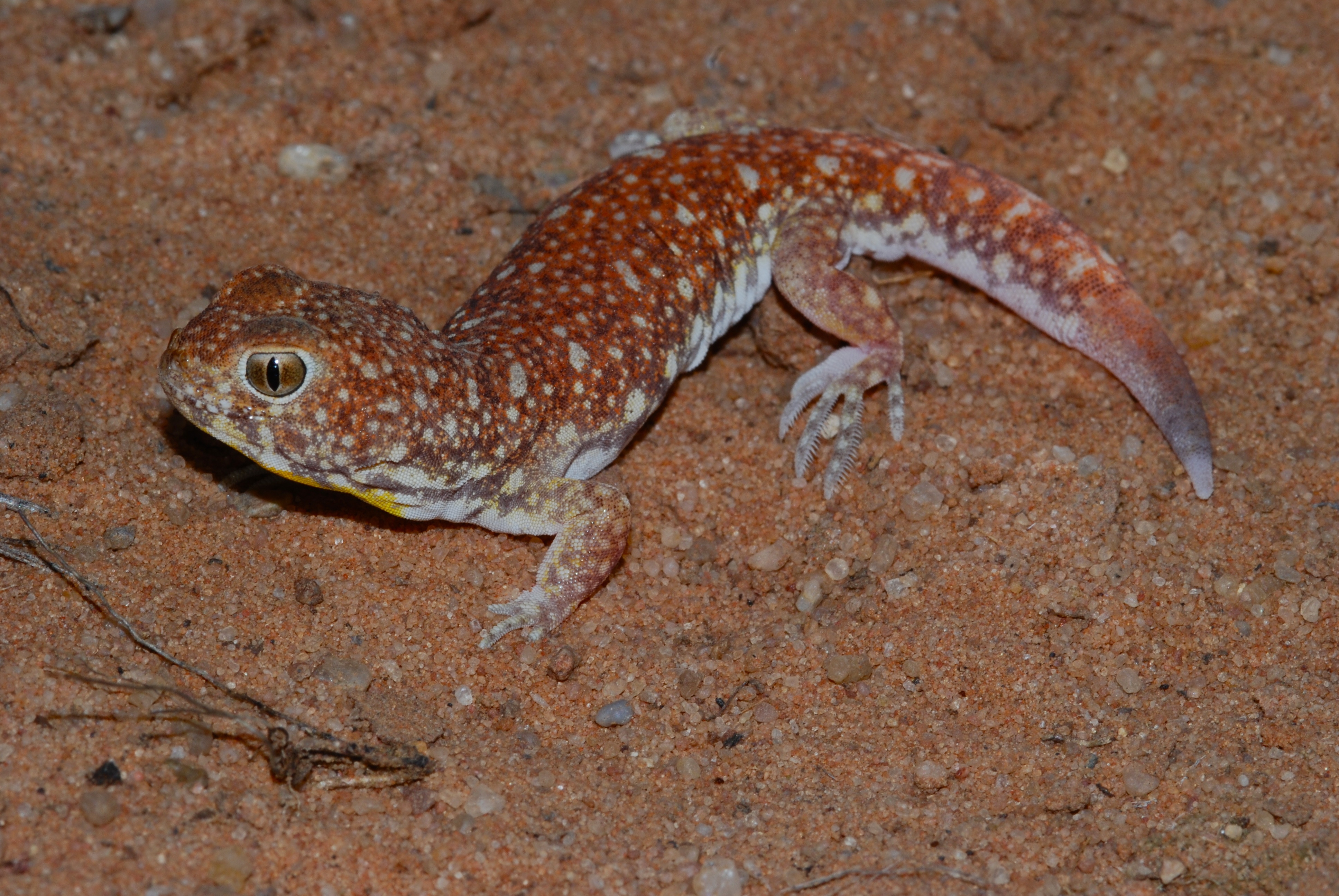
짖는도마뱀붙이, P. garrulus. 빗 모양 발가락과 재생된 꼬리 끝에 주목하자.

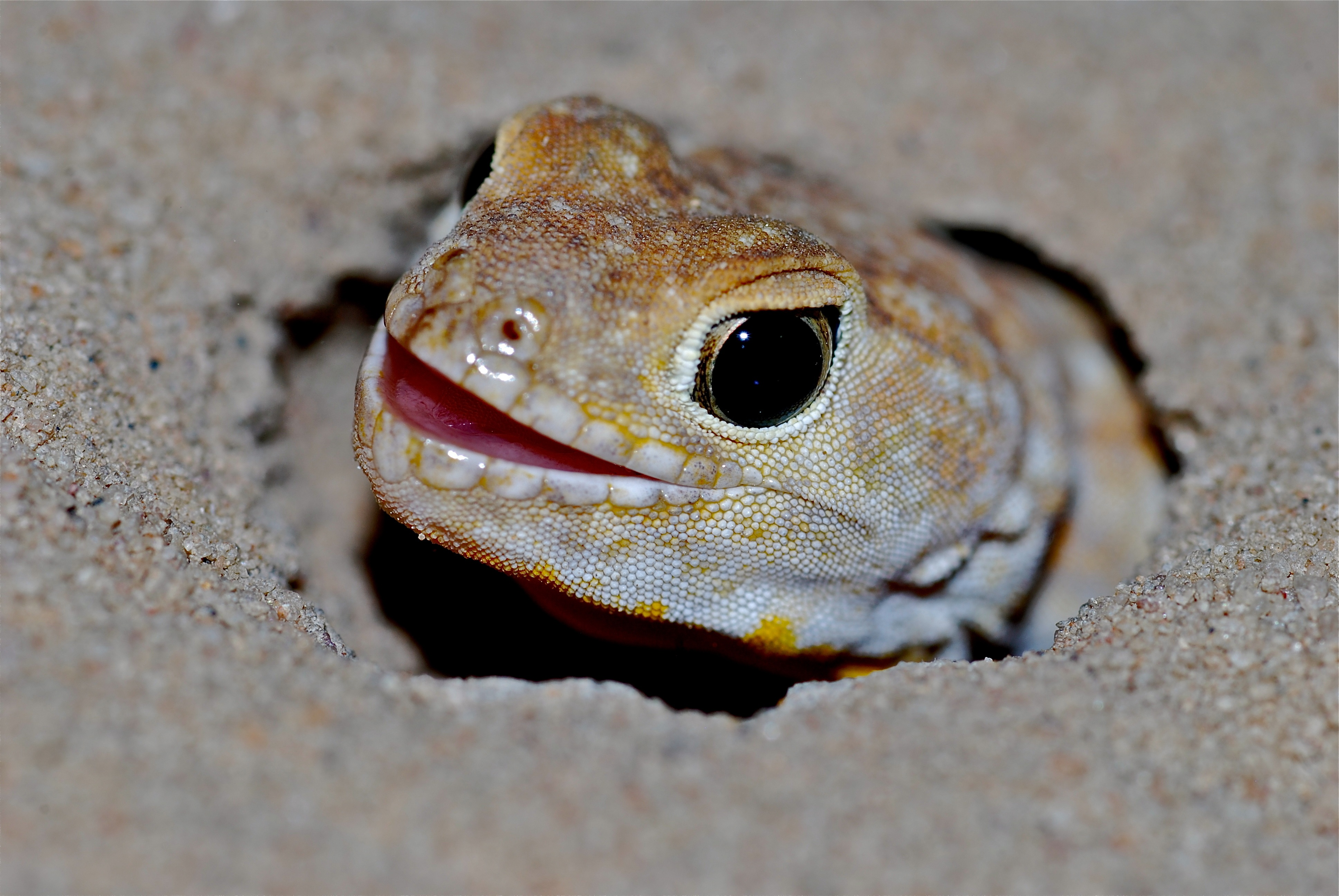
짖는 P. garrulus

- Ptenopus carpi Brain, 1962 – Carp's barking gecko 카프짖는도마뱀붙이
- Ptenopus garrulus (A. Smith, 1849) – common barking gecko 짖는도마뱀붙이
  - Ptenopus garrulus garrulus (A. Smith, 1849)
  - Ptenopus garrulus maculatus Gray, 1866
- Ptenopus kochi Haacke, 1964 – Koch's barking gecko 코흐짖는도마뱀붙이

주의사항(en:Nota bene): 삽입어구의 이명(en:Binomial nomenclature) 또는 삼명 명명자는 종이나 아종을 본래 짖는도마뱀붙이속(Ptenopus)이 아닌 속에 속한 것으로 묘사했을 수 있다.

## 묘사
짖는도마뱀붙이속은 도마뱀붙이과에 비해 여러 가지 측면에서 비전형적이다. 발가락은 넓적하지도 않고, 빨판도 없다. 대신 잘 발달된 발톱과, 발가락 옆부분에 빗처럼 나열된 뾰족한 비늘이 있어서 모래 위에서 재빠르게 움직이거나, 아마도 굴을 파기에 편하다.
Ptenopus라는 학명은 "깃털 발", 즉 비늘이 줄줄이 빗 모양으로 난 발가락을 의미하는 고전 그리스어 단어에서 따왔다.
몸과 꼬리는 적당히 통통하고, 매끄러운 원통형에 가깝다. 꼬리는 끝으로 갈수록 가늘어지지만, 도마뱀붙이류가 대개 그렇듯이 성체로 자라나기 전에 보통 한 번쯤 잘리고, 끊어진 부분은 보통 재생된다. 짖는도마뱀붙이류는 도마뱀붙이류 중에서는 평범한 크기이고, 전형적인 표본의 길이는 대략 50 - 60 mm에 달한다. 꼬리는 대부분의 도마뱀붙이류처럼 지방이 저장되어 부풀어오르는데, 도톰가락도마뱀붙이속과  두툼가락도마뱀붙이속의 대부분의 종들처럼 통통해지지는 않는다.
머리의 윤곽은 뭉툭하고, 주둥이는 둥그스름하며, 도톰가락도마뱀붙이속과  두툼가락도마뱀붙이속을 연상시킨다. 눈은 돌출되어있고 미간은 넓으며, 짧은 주둥이에서 상당히 뒤쪽에 놓여있고, 동공은 대부분의 도톰가락도마뱀붙이속처럼 위아래로 찢어져있다. 몸과 꼬리는 원통형이고 꼬리는 끝으로 갈수록 가늘어진다. 비늘은 작고 낟알형이며 용골(keel)이 없다. 색상의 범위는 황백색이나 얼룩덜룩한 노란색에서 호두색에 이르며, 불규칙적인 반점들이 돋아나있다. 복부의 비늘은 대개 흰색이지만, Ptenopus carpi 의 복부는 노란색이다.

## 생태
짖는도마뱀붙이속은 1미터 이상 굴을 파고 들어간다. 낮에는 열기와 포식자를 피하기 위해 굴 속에 머무른다. "barking gecko"라는 이름은 수컷의 영역을 지키기 위한 짖음을 가리킨다. 수컷은 여름에 흐린 날씨나 해가 지표면에 가까울 때 굴 속에서 머리를 빼꼼 내민 채 몇 시간 동안 "켁-켁-켁"하고 울어댄다. 울음소리는 종마다 고유한 음높이가 있다. 울음소리는 영역 방어를 위한 위협과는 확연히 다르며, 암컷을 유인한다. 짝을 고른 암컷은 짝의 굴로 들어가서 짝짓기를 하고 굴을 받아간다. 수컷은 굴을 떠나 새로운 굴을 판다. 보통 암컷은 한 개의 알을 낳고 떠나버린다. 알은 대개의 도마뱀붙이류처럼 껍질이 단단하다.
굴은 짖는도마뱀붙이속에게 있어 생태적으로 굉장히 중요하기 때문에, 굴을 팔 수 있는 지역에서밖에 살 수 없다. 짖는도마뱀붙이속은 굴을 파기에 충분히 입자가 가늘고 치밀한 모래나 세사(en:silt)를 좋아한다. 모래언덕의 느슨한 모래도, 지나치게 단단하거나 돌덩이가 많거나 풀이 우거진 땅도 곤란하다. 풀이 간간히 난 모래 토양이나, 마른 강바닥의 세사를 좋아한다. 이 녀석들은 살기 좋은 곳에서는 때때로 좁은 곳에 많은 굴을 파서 빽빽하게 모여살기도 한다. 하지만 단 하나의 굴이 외따로 있는 경우는 흔치 않다.
짖는도마뱀붙이속은 보통 비가 내리고 난 밤에, 그러니까 흰개미가 결혼비행을 진행할만한 날씨에 굴 밖으로 나와 적극적으로 사냥에 나선다. 흰개미가 날아다니는 이 짧은 시기는 짖는도마뱀붙이속에게 있어 영양분을 섭취할 중요한 기회가 된다. 나머지 시기에는 주로 기습사냥을 하는데, 굴 입구에서 먹이가 다가올 때까지 기다리다가 기회를 노려 덮친다.

## 서식 범위
짖는도마뱀붙이속은 남아프리카의 메마른 서부 지역에 서식한다.
Ptenopus garrulus는 제일 널리 분포해있으며, 노던케이프에서 나미비아 남부의 대부분, 보츠와나의 남쪽 반절, 림포포강 북서부에 서식한다.
Ptenopus carpi는 나미브 사막의 쿠이셉강(en:Kuiseb River)에서 북쪽으로 거의 반대편의 에토샤 염전(en:Etosha pan)에 이르는 영역에만 서식한다.
Ptenopus kochi는 쿠이셉강과 남쪽의 뤼데리츠 사이에 서식한다.

## 참고 문헌
- Boulenger GA (1885). Catalogue of the Lizards in the British Museum (Natural History). Second Edition. Volume I. Geckonidæ ... London: Trustees of the British Museum (Natural History). (Taylor and Francis, printers). xii + 436 pp. + Plates I-XXXII. (Genus Ptenopus, p. 15).
- Branch, Bill (2004). Field Guide to Snakes and other Reptiles of Southern Africa. Third Revised edition, Second impression. Sanibel Island, Florida: Ralph Curtis Books. 399 pp. ISBN 0-88359-042-5. (Genus Ptenopus, p. 265).
- Gray JE (1866). "Descriptions of Two New Genera of Lizards from Damaraland". Proc. Zool. Soc. London 1865: 640-642 + Plate XXXVIII. (Ptenopus, new genus, p. 640).